# Нукусский район
Нуку́сский райо́н (каракалп. Nókis rayonı / Нөкис районы, узб. Nukus tumani / Нукус тумани) — административная единица в Каракалпакстане, Узбекистан. Административный центр — посёлок городского типа Акмангит.

## История
Район был образован 25 декабря 1968 года.

## Население
По официальным данным, численность населения района в 2018 году составляла 54 491 человек. По национальному составу каракалпаки составляли 60,8%, казахи — 30%, узбеки— 8,7%, другие национальности — 0,5%.

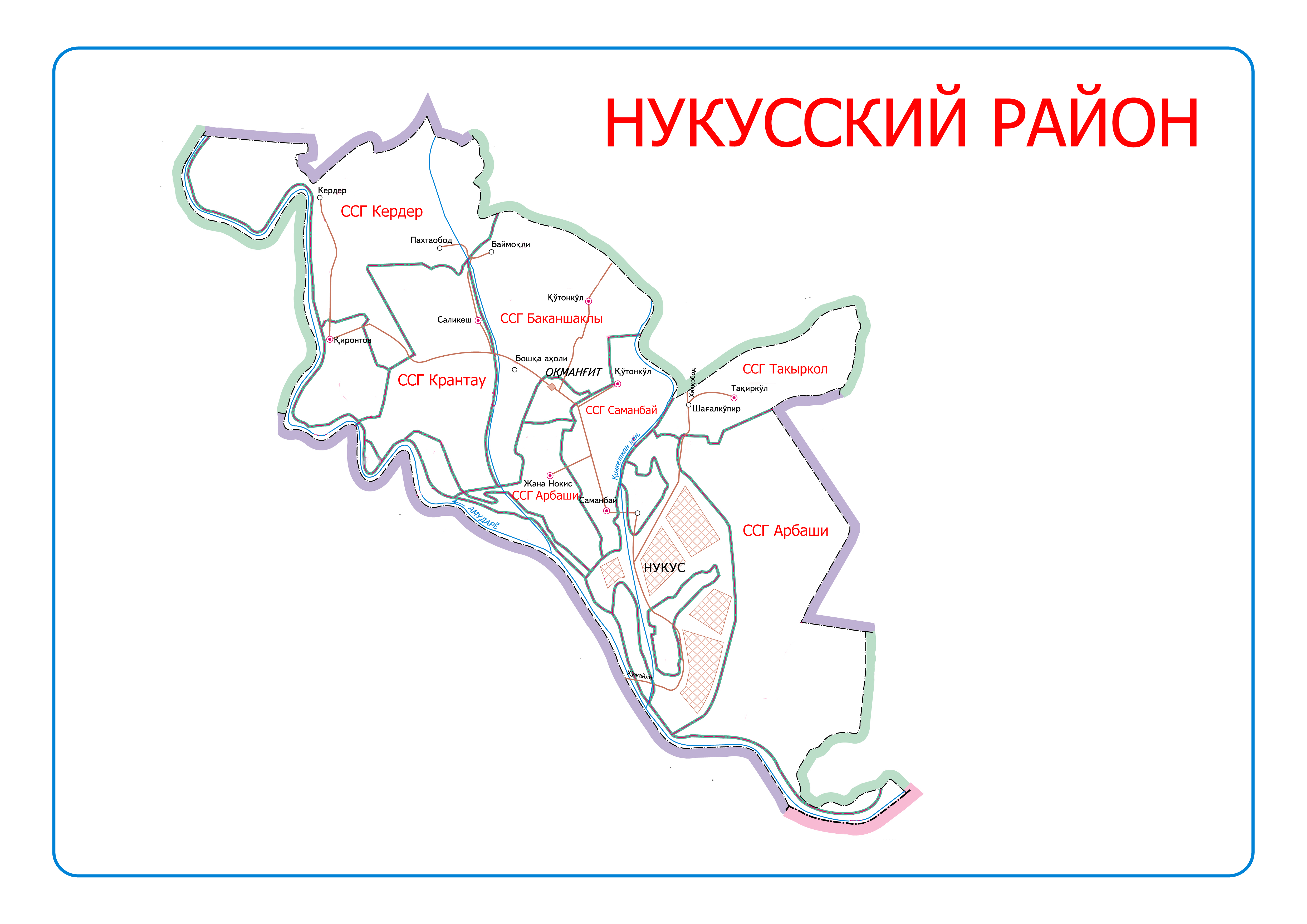
Карта сельских сходов граждан Нукусского района

## Административно-территориальное деление
По состоянию на 1 января 2011 года, в состав района входят:
- городской посёлок Акмангит.
- 6 сельских сходов граждан:

1. Арбаши,
2. Баканшаклы,
3. Кердер,
4. Крантау,
5. Саманбай,
6. Такыркол.

## Образование
В районе расположены 3 колледжа, 33 общеобразовательные школы, 1 детская школа музыки и искусства, 11 детских садов и 2 центра информационных ресурсов.

## Достопримечательности
Хайван-кала (Хайуанкала, от персидского слова «Эйван» — балкон, терраса, открытая галерея, буквально, «Балконный город», в письменных источниках Кердер (Курдер), на персидском языке слово «Гардар» означает «холмистая местность») — центр Кердерского владения. Расположен в Нукусском районе, на левой стороне старого притока реки Шортанбай. В данное время территорию занимает фермерское хозяйство именуемое «Кердер».

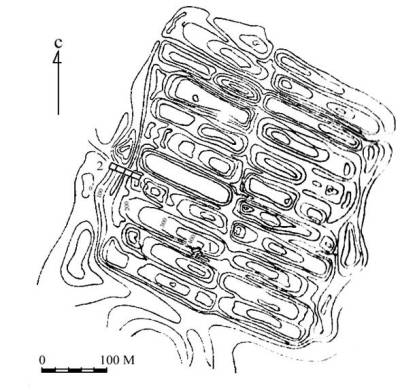
Хайван — кала, городище. План.

Хайван-кала представляет собой прямоугольник, по периметру ограничена широким оплывшим глиняным валом. Городища разделено двумя центральными улицами втянутые по линии севера на юг прямой линей улиц 6-7 м. По результатам археологических исследований 1995—1997 гг., 2000 г., 2009 г. на городище были вскрыты четыре строительных горизонтов (датированные VII—XI вв.) как поздний этап развития кердерской культуры. Керамический материал с Хайван-калы разделен на три группы: станковая неполивная; станковая поливная; лепная посуда. Самым уникальной находкой на наш взгляд представляет поливная тарелка с зооморфными и растительными сюжетами. Где изображен беркут, схвативший змею в когтях, параллельно изображена рыба.
Ток-кала (Дарсан) — городище расположено на небольшом естественном холме Токтау. Общая площадь 8 га. Памятник состоит из 3 частей — античный, раннесредневековый и могильник.

Генеральный план Токтау (Ток-кала (Дарсан))

Последнее исследование было произведено в 1998 г. во время учебной полевой археологической практики кафедры «Истории» НГПИ им. Ажинияза. Рассматривалась топография городища, в раннесредневековой части были произведены небольшие исследования, проведены раскопки размером 3×6 м помещения, где было вскрыто погребение человека, найдены кости внутри небольшого керамического лепного сосуда типа хумча. Оно было прикрыто кирпичом античного облика возможно снятого с античной стены городища.